# 三菱Dion
三菱Dion（日语：三菱・ディオン）乃日本三菱汽車自2000年至2006年之間所製造發售的緊湊型多功能休旅車，自三菱Mirage Dingo衍生而來。

## 概要
該車款將三菱Mirage Dingo的軸距及車長擴張而衍生出來，儀表板設計也如出一轍，屬於三菱汽車自稱為「Smart Utility Wagon」（縮寫成SUW）的第二部車款。同為右駕車的關係，此車款也曾引進香港發售。關於車名，來自希臘神話中的戴歐尼修斯。

## 歷史
2000年 - 1月25日正式發表上市，一開始以2.0L直列四缸DOHC 4G63型引擎搭配四速自排變速箱，採用前置前驅的佈局方式。值得一提的是排檔桿設計在方向機柱上，但操作方法與中控台式完全一樣。另外原廠特別強調其車室空間變化，第三排座椅可以收折至地板下方，第二排座椅之間可以調整出一條通道，以方便乘員在車室內移動。在安全方面，該車款採用高剛性車室構造與RISE安全強化車體，ABS防鎖死煞車系統、EBD電子制動力分配系統、雙前座安全氣囊等列為標準配備。同年7月，追加4WD車型。
2002年 - 6月7日實行小改款，外觀上改成全新設計的頭燈、車頭格柵、15吋鋁合金輪圈、內附煞車燈的尾翼等，動力心臟改成2.0L直列四缸DOHC 4G94型引擎，且追加一具1.8L直列四缸DOHC 4G93型渦輪增壓引擎，另外2.0L車型僅搭配CVT變速箱系統。
2004年 - 10月13日重新調整車型，1.8L渦輪增壓車型追加4WD之功能。
2006年 - 由於銷售成績不佳，原廠遂於3月31日宣布停產，總生產數量大約65,000輛。

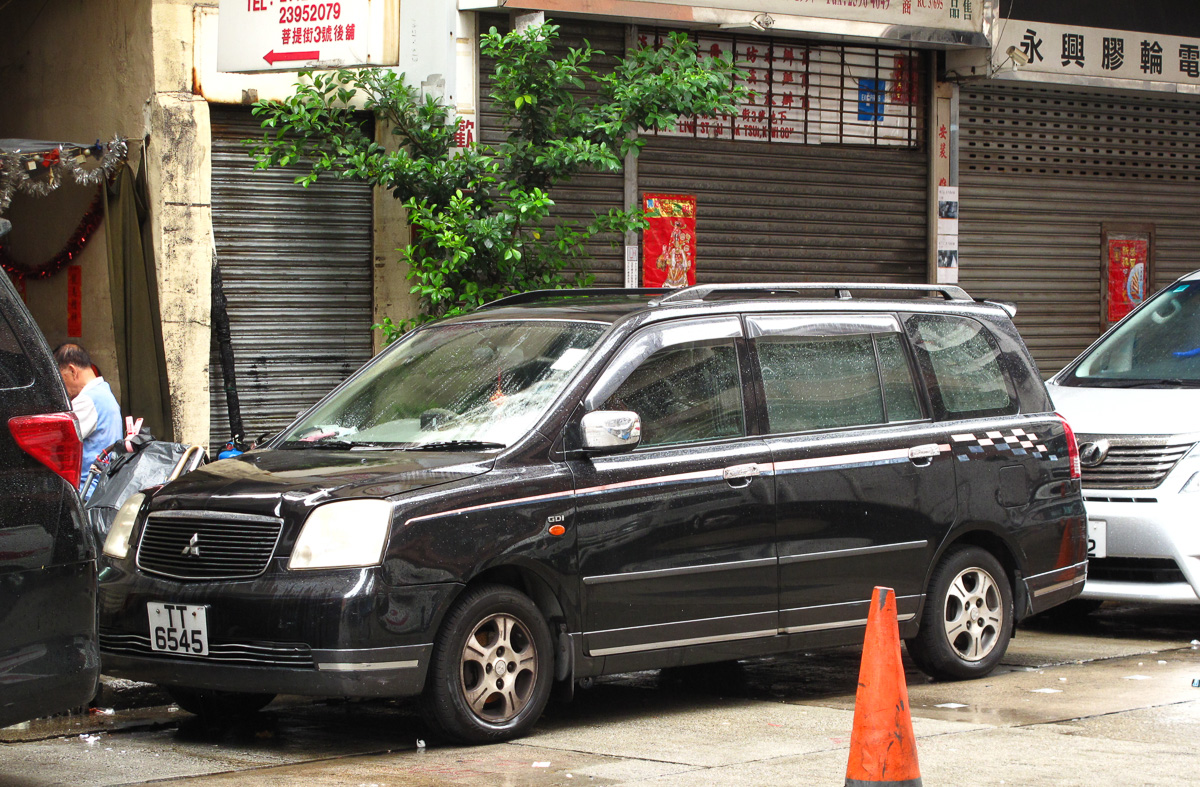
攝於香港九龍
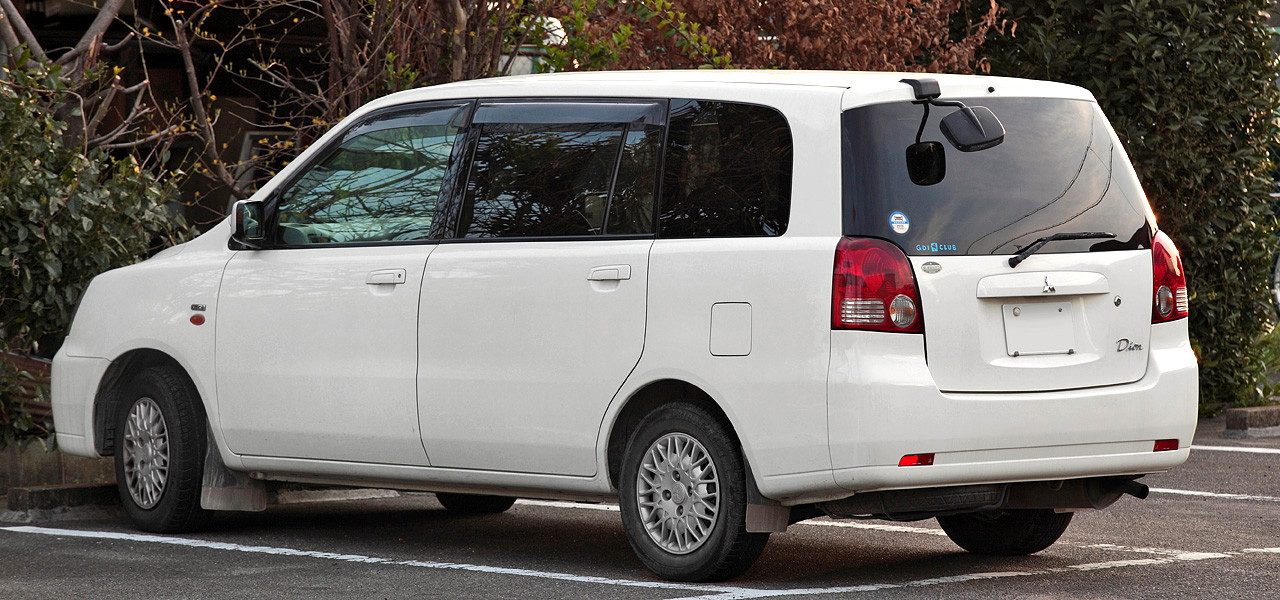
車尾
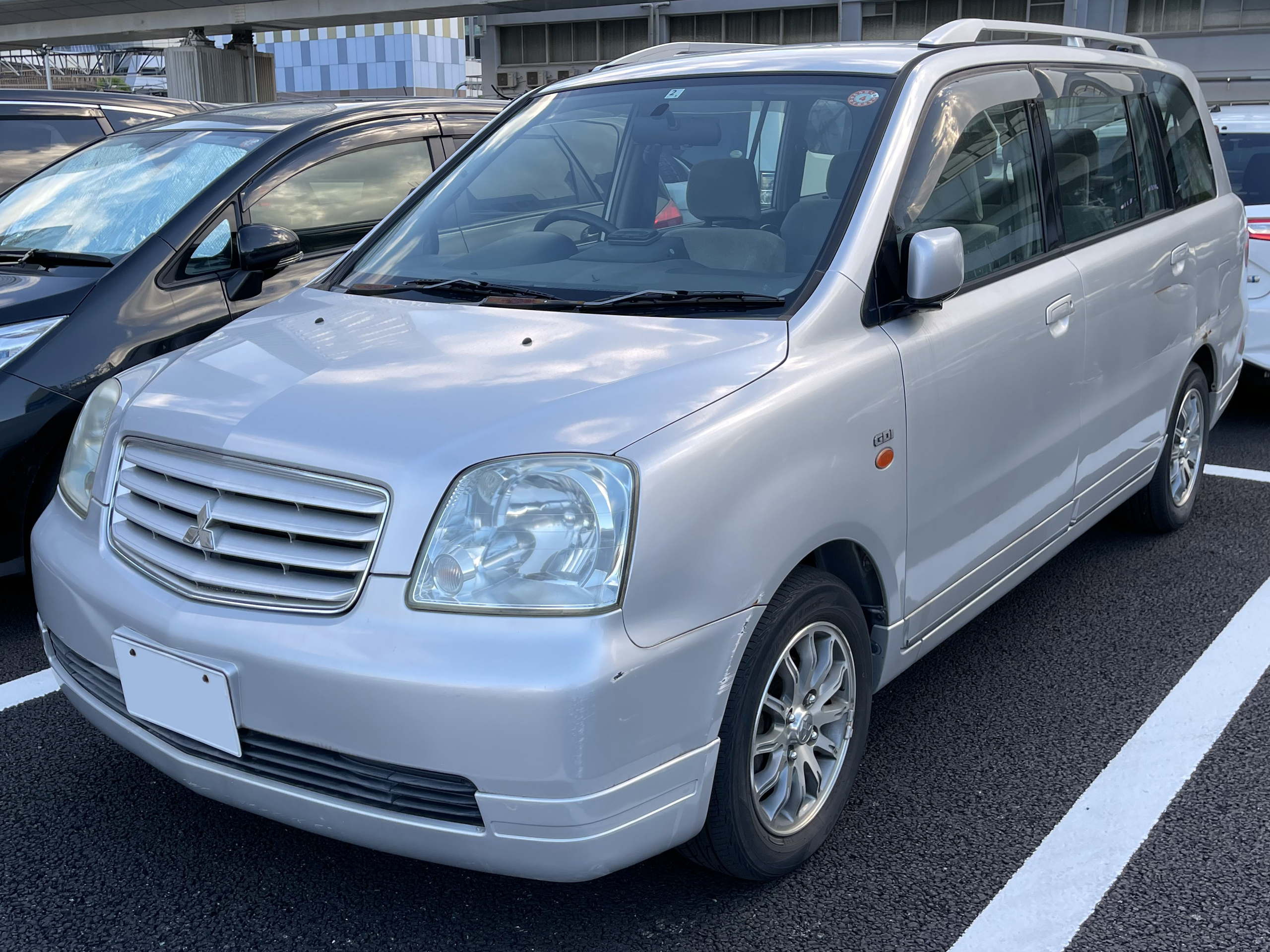
改款後車頭
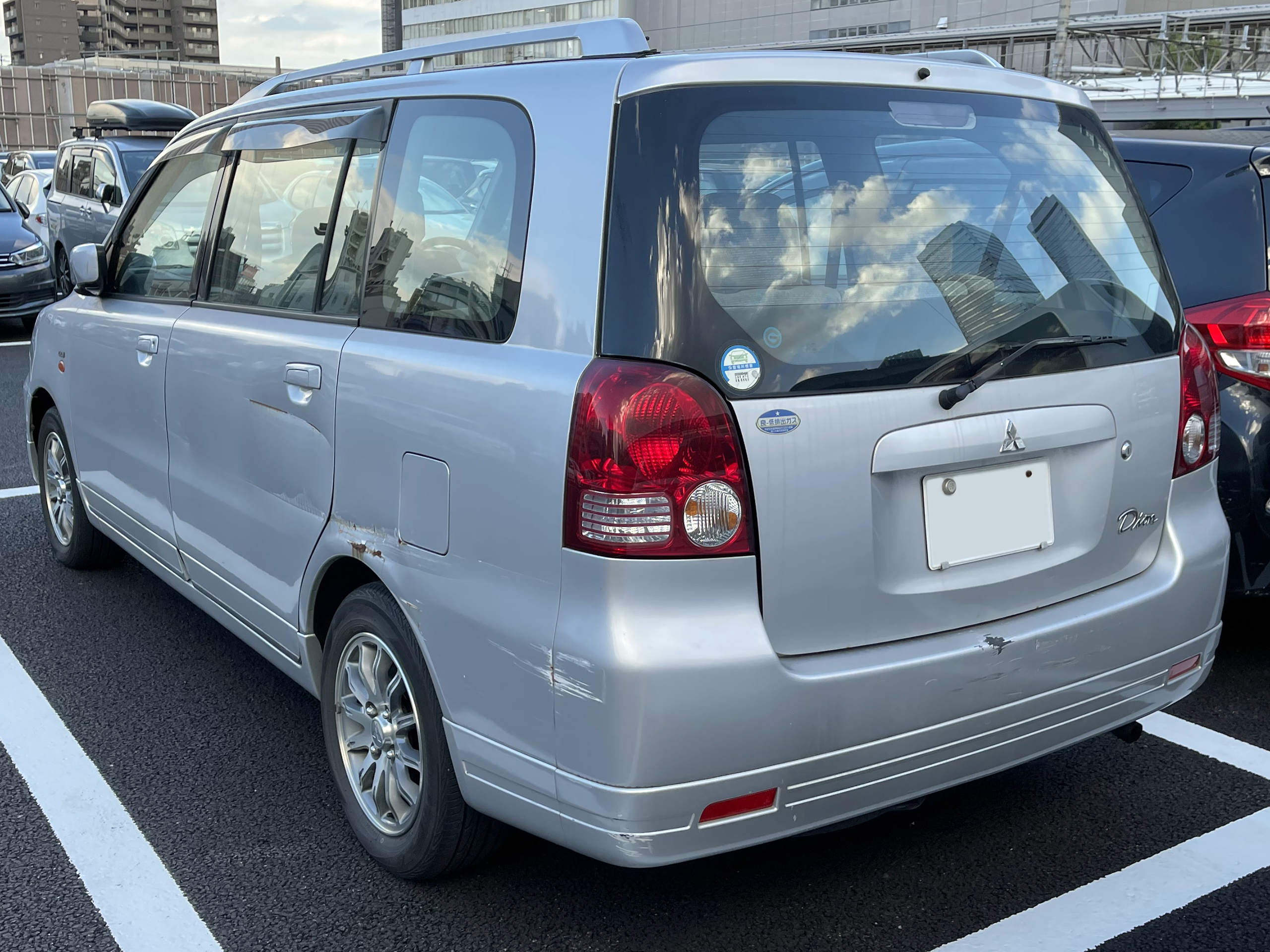
改款後車尾

## 外部連結
- （日語）MOTA: 三菱 ディオン 試乗レポート （页面存档备份，存于）